# Jong en Vrij (kerk)
Jong en Vrij was van ca. 1970 - 2020 de naam van een christelijke geloofsgemeenschap in Nederland. In 2020 werd ze onder de naam Redemption Church Netherlands en nieuw leiderschap deel van Redemption Church.

## Geschiedenis
Jong en Vrij begon als een evangelisatieblad. Begin jaren zeventig van de twintigste eeuw stimuleerde de jeugdevangelist Nico van Biljouw scholieren om dit blad onder klasgenoten uit te delen en Jezus bespreekbaar te maken op school. Het idee en de naam waren door een Zweedse pinksterzendeling, Stig Sagström, in Nederland geïntroduceerd. Uit de actie van Van Biljouw, Operatie Schoolbel genaamd, groeide een complete organisatie, die in 1973 een stichting werd. Naast het maandblad werd ieder jaar een christelijke schoolagenda uitgegeven en werd er door vrijwilligers overal in het land op scholen geëvangeliseerd.
De gemeente kwam eind jaren zeventig voort uit de  gelijknamige Bijbelschool. Deze was in 1976 op initiatief Van Biljouw - die ook voorganger was in de gemeente - tot stand gekomen in de op Voorne-Putten gelegen plaats Rockanje.  In 1976 startte Van Biljouw een trainingsschool ter vergroting van kennis van de Bijbel en evangelisatie. Daarvoor kocht hij het gebouw Vredeheim aan, een voormalig hotel in Rockanje. De trainingsschool was een interne opleiding in discipelschap en evangelisatie, waar gemiddeld dertig studenten een of twee jaar aan deelnamen. Toen de activiteiten ook mensen uit de omgeving aantrokken, begon Van Biljouw een geloofsgemeenschap die opzien baarde door nieuwkomers in zee te dopen.
Na het overlijden van Van Biljouw eind 1993 kwam er een einde aan de activiteiten van de Jong en Vrij-school. De gemeente bleef echter bestaan en werd voortgezet. In 1999 waren veel leden betrokken bij de oprichting van een jeugdkerk in Hellevoetsluis. Deze groeide onder leiding van de in 1996 in  tot geloof gekomen Marcel Gaasenbeek - voorganger van Jong en Vrij - uit tot een landelijke  organisatie van jeugdkerken. Daarnaast werden er tussen 1999 en 2004 diverse christelijke jongeren-websites gelanceerd.

## Gemeentestichting
In april 2005 maakten Jong en Vrij kennis met pastor Joseph Prince uit Singapore. Hij was toen vier dagen te gast en hielp het evangelie van genade ontdekken, dat heeft de gemeenschap die toen nog alleen in Hellevoetsluis was gevestigd, blijvend veranderd.
Na het bezoek van Prince is de gemeente sterk gaan groeien, wat leidde tot diverse GraceBases, huiskringen, en in 2007 de start van een nieuwe in gemeente Amersfoort. In april 2008 is Constantijn Geluk hier als voorganger in dienst getreden. Geluk is voormalig hoofd van EO Ronduit, de jongerenbeweging van de Evangelische Omroep. In 2008 volgde ook een gemeente in Sliedrecht en in 2010 gemeentes Den Haag en Almelo en daarna in Amsterdam en Rotterdam. Ook waren er samenkomsten in Den Haag en Groningen.
In 2019 droeg Marcel Gaasenbeek het leiderschap van Jong en Vrij over aan Joshua en Tara McCauley, voorgangers van Redemption Church in Johannesburg, Zuid-Afrika. Een jaar later werd besloten om de kerk onder de vlag van Redemption Church te brengen.

## Genadeleer
In theologisch opzicht kenmerkte Jong en Vrij zich door zijn opvattingen over de genade: Jezus Christus is gestorven voor de zonden van mensen. Niet alleen de zonde die tot die tijd heeft plaatsgevonden, maar ook alle zonde die vanaf dat moment plaatsvindt is vergeven door de kruisdood. Wanneer iemand dat accepteert kan hij zijn redding dus niet meer verliezen. Hieruit vloeit voort dat het voor een christen dus ook niet meer nodig is om om vergeving van zonden te vragen. Ook het verkondigen van de geboden is hierdoor niet meer nodig. Verder wordt gesteld dat een christen welvaart, gezondheid en voorspoed mag verwachten van God. Deze theologie is mede geïnspireerd op de prediking van Joseph Prince van de New Creation Church in Singapore waar Jong en Vrij zich verbonden mee voelde.